# Vançais
Vançais est une commune française, située dans le département des Deux-Sèvres en région Nouvelle-Aquitaine.

## Géographie
Vançais, du canton de Lezay, se situe à 40 kilomètres au sud-est de Niort, et à 36 kilomètres de Poitiers

### Communes limitrophes
Les communes limitrophes sont Chenay, Lezay, Rom, Sainte-Soline et Saint-Sauvant.

### Climat
Pour des articles plus généraux, voir Climat de la Nouvelle-Aquitaine et Climat des Deux-Sèvres.
Historiquement, la commune est exposée à un climat océanique du nord-ouest.  
En 2020, Météo-France publie une typologie des climats de la France métropolitaine dans laquelle la commune est exposée à un climat océanique altéré et est dans la région climatique  Poitou-Charentes, caractérisée par un bon ensoleillement, particulièrement en été et des vents modérés.
Pour la période 1971-2000, la température annuelle moyenne est de 11,7 °C, avec une amplitude thermique annuelle de 14,7 °C. Le cumul annuel moyen de précipitations est de 848 mm, avec 11,3 jours de précipitations en janvier et 6,9 jours en juillet. Pour la période 1991-2020, la température moyenne annuelle observée sur la station météorologique la plus proche, située sur la commune de Lezay à 6 km à vol d'oiseau, est de 12,6 °C et le cumul annuel moyen de précipitations est de 945,6 mm,. Pour l'avenir, les paramètres climatiques de la commune estimés pour 2050 selon différents scénarios d’émission de gaz à effet de serre sont consultables sur un site dédié publié par Météo-France en novembre 2022.

## Urbanisme

### Typologie
Au 1er janvier 2024, Vançais est catégorisée commune rurale à habitat dispersé, selon la nouvelle grille communale de densité à sept niveaux définie par l'Insee en 2022.
Elle est située hors unité urbaine et hors attraction des villes,.

### Occupation des sols
L'occupation des sols de la commune, telle qu'elle ressort de la base de données européenne d’occupation biophysique des sols Corine Land Cover (CLC), est marquée par l'importance des territoires agricoles (95,9 % en 2018), une proportion identique à celle de 1990 (95,9 %). La répartition détaillée en 2018 est la suivante : 
terres arables (77,6 %), prairies (9,8 %), zones agricoles hétérogènes (8,5 %), zones urbanisées (4,1 %). L'évolution de l’occupation des sols de la commune et de ses infrastructures peut être observée sur les différentes représentations cartographiques du territoire : la carte de Cassini (XVIIIe siècle), la carte d'état-major (1820-1866) et les cartes ou photos aériennes de l'IGN pour la période actuelle (1950 à aujourd'hui).

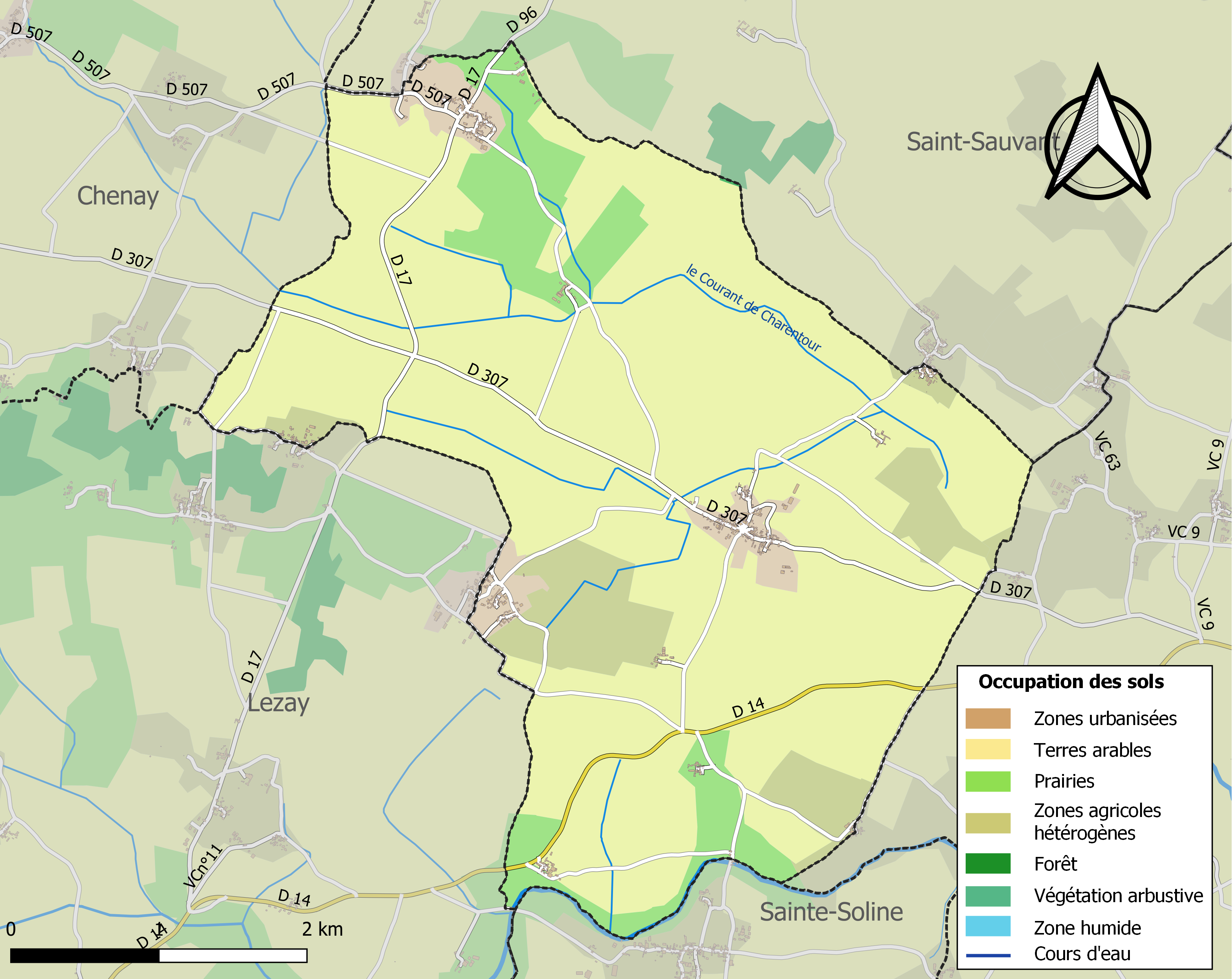
Carte des infrastructures et de l'occupation des sols de la commune en 2018 (CLC).

### Risques majeurs
Le territoire de la commune de Vançais est vulnérable à différents aléas naturels : météorologiques (tempête, orage, neige, grand froid, canicule ou sécheresse), inondations, mouvements de terrains et séisme (sismicité modérée). Un site publié par le BRGM permet d'évaluer simplement et rapidement les risques d'un bien localisé soit par son adresse soit par le numéro de sa parcelle.
Certaines parties du territoire communal sont susceptibles d’être affectées par le risque d’inondation par débordement de cours d'eau, notamment la Dive du Sud. La commune a été reconnue en état de catastrophe naturelle au titre des dommages causés par les inondations et coulées de boue survenues en 1982, 1999 et 2010,.

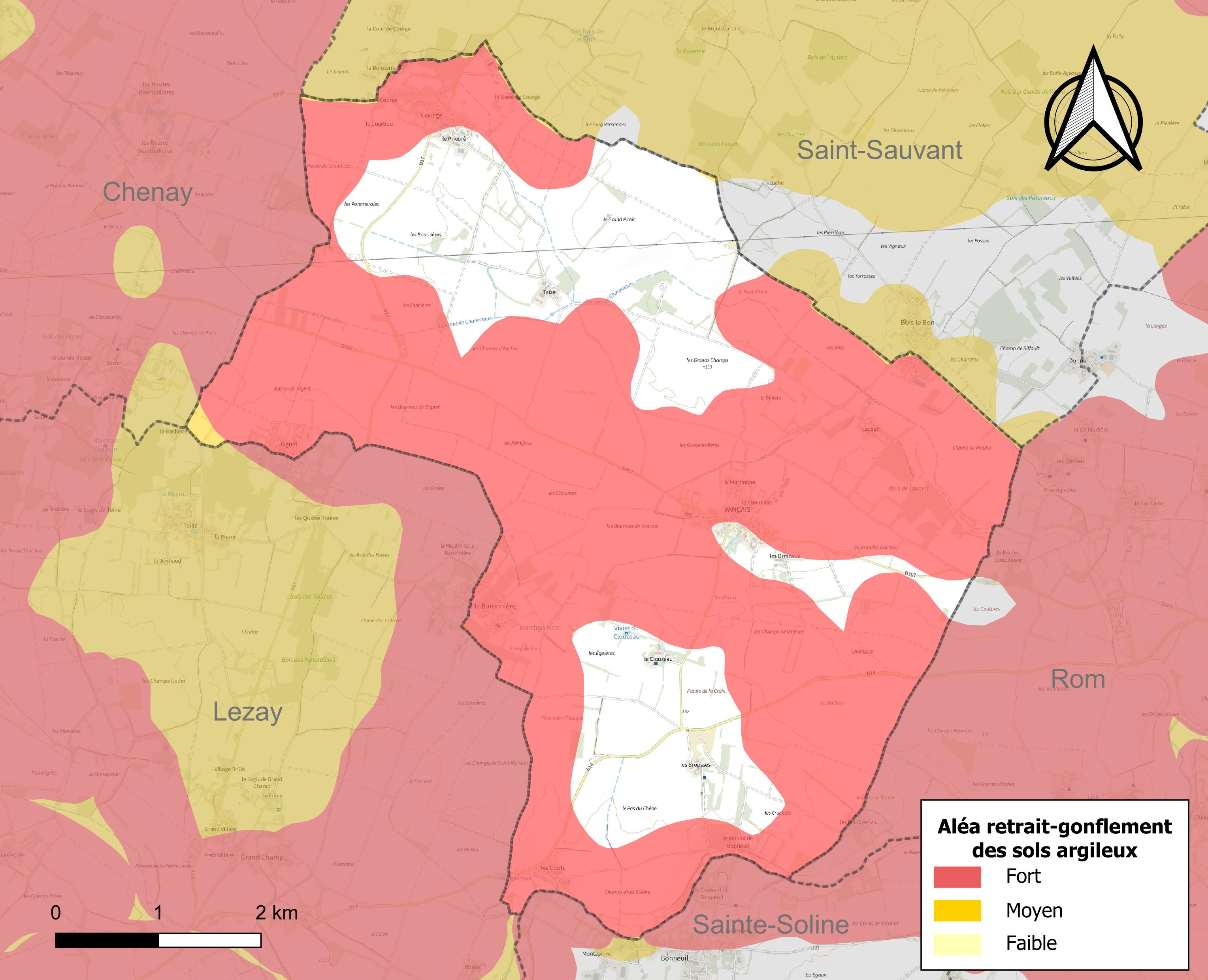
Carte des zones d'aléa retrait-gonflement des sols argileux de Vançais.

Les mouvements de terrains susceptibles de se produire sur la commune sont des tassements différentiels. Le retrait-gonflement des sols argileux est susceptible d'engendrer des dommages importants aux bâtiments en cas d’alternance de périodes de sécheresse et de pluie. 71,2 % de la superficie communale est en aléa moyen ou fort (54,9 % au niveau départemental et 48,5 % au niveau national). Depuis le 1er octobre 2020, en application de la loi ELAN, différentes contraintes s'imposent aux vendeurs, maîtres d'ouvrages ou constructeurs de biens situés dans une zone classée en aléa moyen ou fort,.
La commune a été reconnue en état de catastrophe naturelle au titre des dommages causés par la sécheresse en 2005 et par des mouvements de terrain en 1999 et 2010.

## Toponymie
La localité de Vançais est déjà notable vers 980 sous le nom « Villa Vonsiacus », puis diverses formes suivirent : Vancaium vers 1250, Vonçay en 1295, Vensay en 1407, Vançay en 1454, Vansay en 1697, Saint Martin de Vançay vers 1782.

## Histoire
L'importance de Vançais comme station préhistorique est soutenue, avec les nombreux outils issus de la pierre polie qui y furent retrouvés (une soixantaine de haches, une douzaine de percuteurs en silex, autant de polissoirs en silex et en grès, et des pointes de flèches en grand nombre).
Cette place était traversée par la voie romaine ralliant Limoges à Nantes.

### Histoire de l'église
L'église de Vançais, datant de la fin du XIIe siècle est sous le patronage de saint Martin.
Sa toiture en dalles posées sur des reins, eux-mêmes reposant sur des voûtes, représente bien le style de la région.
Au sol, on peut encore voir des dalles funéraires portant les noms des seigneurs des villages alentour.
Le XVIIIe siècle fut marqué par la refonte de la cloche, et bon nombre de réparations sur cette même église.

### Histoire du protestantisme
Comme une grande partie du sud du Poitou, Vançais fut un village en grande partie protestante.
La population protestante de Vançais a souffert de la révocation de l'édit de Nantes en 1685, période où la paroisse était constituée de près de 450 protestants. Des dragonnades y ont également eu lieu avec l'histoire du fermier Rimbault, qui aurait été battu, blessé à l'épée et emmené de force à l'église. Comme il refusait de renier sa religion, il fut lâché, les chiens furent aussi lâchés après lui, et il mourut de ces différentes blessures.
Mais on retient de cette période principalement Marie Robin, une prêcheuse protestante surnommée la « Robine de Vançais » qui faisait partie des assemblées du désert après la révocation de l'Édit de Nantes. On trouve aujourd'hui dans le hameau de Bois le Bon une stèle à son nom.
Au moment de la Révolution française, catholiques et protestants restèrent unis dans le petit village pour la patrie.

### Anecdote historique: la pierre à l'Allemand
Un voyageur allemand trouva la mort là où fut érigée cette pierre (année imprécise, l'homme était en possession de monnaie datant d'Henri IV), son chien resta avec lui et mourut aussi, sur la route du hameau Taizé.
La pierre aurait été saccagée en 1723 par des protestants (selon les notes du curé présent en 1783, quand la tombe fut fouillée pour en apprendre davantage sur cette histoire), et remplacée par une croix en bois plus banale, bénite par l'évêque de Beaupoil.
Les protestants ont toujours démenti, et aucun récit objectif sur le sujet n'existe.
Le site a été réaménagé avec l'authentique pierre en 1990.

### Histoire locale: le Marais
Un marais — s'étendant de Lezay à Bonneil aux Mouges, mais aussi à Sainte-Soline et bien sûr à Vançais — s'inondait chaque année et son dessèchement était impossible. C'est à la fin du XVIIIe siècle que les routes furent rehaussées et que fut mis en place un écoulement ingénieux.
On peut d'ailleurs rapporter ces routes rehaussées au brouillard qui aurait duré sept semaines à partir de juin 1783, ce qui rendit mauvaises les récoltes.

### Dépendance géopolitique
Vançais dépendait de l'archiprêtré de Rom, la chatellanie et sénéchaussée de Lusignan, et l'élection de Poitiers

## Politique et administration
| Période                                  | Période  | Identité         | Étiquette | Qualité |
| ---------------------------------------- | -------- | ---------------- | --------- | ------- |
| Les données manquantes sont à compléter. |          |                  |           |         |
| mars 2008                                | En cours | Danielle Sannier |           |         |

## Démographie
L'évolution du nombre d'habitants est connue à travers les recensements de la population effectués dans la commune depuis 1793. Pour les communes de moins de 10 000 habitants, une enquête de recensement portant sur toute la population est réalisée tous les cinq ans, les populations de référence des années intermédiaires étant quant à elles estimées par interpolation ou extrapolation. Pour la commune, le premier recensement exhaustif entrant dans le cadre du nouveau dispositif a été réalisé en 2005.

En 2022, la commune comptait 225 habitants, en stagnation par rapport à 2016 (Deux-Sèvres : +0,18 %, France hors Mayotte : +2,11 %).
| 1793 | 1800 | 1806 | 1821 | 1831 | 1836 | 1841 | 1846 | 1851 |
| ---- | ---- | ---- | ---- | ---- | ---- | ---- | ---- | ---- |
| 640  | 748  | 701  | 795  | 823  | 760  | 777  | 749  | 767  |

| 1856 | 1861 | 1866 | 1872 | 1876 | 1881 | 1886 | 1891 | 1896 |
| ---- | ---- | ---- | ---- | ---- | ---- | ---- | ---- | ---- |
| 750  | 728  | 747  | 754  | 749  | 709  | 691  | 664  | 643  |

| 1901 | 1906 | 1911 | 1921 | 1926 | 1931 | 1936 | 1946 | 1954 |
| ---- | ---- | ---- | ---- | ---- | ---- | ---- | ---- | ---- |
| 648  | 644  | 619  | 518  | 489  | 525  | 529  | 491  | 475  |

| 1962 | 1968 | 1975 | 1982 | 1990 | 1999 | 2005 | 2006 | 2010 |
| ---- | ---- | ---- | ---- | ---- | ---- | ---- | ---- | ---- |
| 463  | 417  | 375  | 345  | 282  | 253  | 262  | 260  | 266  |

| 2015 | 2020 | 2022 | - | - | - | - | - | - |
| ---- | ---- | ---- | - | - | - | - | - | - |
| 232  | 229  | 225  | - | - | - | - | - | - |

## Économie
Une économie principalement tournée vers l'agriculture.
On retrouve quelques chambres d'hôtes dans les hameaux alentour.

## Culture locale et patrimoine

### Lieux et monuments
- La pierre à l'Allemand
- Église Saint-Martin, du XIIe siècle. L'édifice a été classé au titre des monuments historique en 1990[24].
- Temple protestant
- Pierres à laver (direction Lezay)

### Personnalités liées à la commune
- Marie Robin, prédicante des assemblées du désert qui s'instituèrent après la révocation de l'édit de Nantes.